# Аппер-Такуту-Аппер-Эссекибо
Аппер-Такуту-Аппер-Эссекибо (англ. Upper Takutu-Upper Essequibo) — регион в Гайане. Административный центр — город Летем.
На севере Аппер-Такуту-Аппер-Эссекибо граничит с регионом Потаро-Сипаруни, на востоке с регионом Ист-Бербис-Корентайн, на юге и западе с Бразилией.

## Население
Правительство Гайаны проводило три официальных переписи, начиная с административных реформ 1980 года: в 1980, 1991 и 2002 годах. В 2012 году население региона достигло 24 212 человек. Официальные данные переписей населения в регионе Аппер-Такуту-Аппер-Эссекибо:
- 2012: 24 212 человек
- 2002: 19 387 человек
- 1991: 15 058 человек
- 1980: 12 873 человека